# Martín (Hache)
Martín (Hache) és una pel·lícula coproduïda per Argentina i Espanya, dirigida per Adolfo Aristarain i estrenada el 1997, que va obtenir nombrosos premis pel seu director i els seus dos protagonistes principals Cecilia Roth i Federico Luppi.

## Argument
Martín Echenique (Luppi) és un director de cinema, natural de Buenos Aires, que porta vivint més de vint anys a Madrid. Detesta el seu país, es nega a recrear-se amb la nostàlgia i no es permet una retrobada amb el seu passat.
Seguint la tradició familiar, el seu fill també es diu Martín, però tots l'anomenen Hache, per aquesta lletra (H) entre parèntesis que el distingeix del seu pare i que ha provocat l'efecte contrari, en negar-li nominalment una identitat pròpia. Hache (Botto) té 19 anys i viu a Buenos Aires amb la seva mare. Ni estudia ni treballa; vagareja i toca rock amb la seva guitarra elèctrica. Han passat cinc anys des de l'última vegada que va veure el seu pare, però tornen a trobar-se quan, en sofrir Hache un accident que el posa a les portes de la mort potser desitjada, Martín va tot seguit al costat del seu fill superant el terror als avions i el seu propòsit de no tornar a Buenos Aires. La seva exdona ha format una nova família en la qual no sembla haver-hi un espai ni físic ni afectiu per a Hache. La proposta d'ella és que Hache visqui amb Martín.
A Madrid els esperen Alicia (Roth), l'amant de Martín, una dona molt més jove que ell i desitjosa de tirar a terra les fermes defenses que ell ha aixecat per no assumir un compromís de parella amb ella, i Dante (Eusebio Poncela), el millor i gairebé únic amic de Martín. Dante és actor, però el seu verdader ofici és viure d'acord amb el que pensa. El seu major plaer és viure a la corda fluixa. Martín comparteix la seva vida amb gent apassionada, però ell no es permet sentir. El que estima està exposat al dolor i això li dona pànic.

## Repartiment
- Federico Luppi... Martín
- Juan Diego Botto... Hache
- Eusebio Poncela... Dante
- Cecilia Roth... Alicia
- Sancho Gracia
- Ana María Picchio
- Enrique Liporace

## Premis
La pel·lícula va rebre 4 nominacions als Premis Goya 1997 a la millor pel·lícula, director i so, guanyant el Goya a la millor actriu principal, Cecilia Roth.
Altres premis
- Premis Sant Jordi 1998

- - Millor actor espanyol (Eusebio Poncela)

- - Millor actriu espanyola (Cecilia Roth)